# Amorphophallus yuloensis
Amorphophallus yuloensis är en kallaväxtart som beskrevs av Hen Li. Amorphophallus yuloensis ingår i släktet Amorphophallus och familjen kallaväxter. Inga underarter finns listade.